# Neunhof (Neurenberg)
Neunhof is een plaats in de Duitse gemeente Neurenberg, deelstaat Beieren, en telt 1369 inwoners (2005).